# Liste der Einträge im National Register of Historic Places im Union County (Oregon)
Diese Liste der Einträge im National Register of Historic Places im Union County (Oregon) enthält alle im Union County, Oregon in das National Register of Historic Places eingetragenen Gebäude, Bauwerke, Objekte, Stätten oder historischen Distrikte.
Diese Liste entspricht dem Bearbeitungsstand des National Park Service/National Register of Historic Places vom 11. Oktober 2024.

## Legende
| NRHP | Historic Place             |
| HD   | National Historic District |

## Aktuelle Einträge
| [ 2 ] | Name                                                       | Bild                                  | Eintragsdatum                  | Lage | Ort                 | Beschreibung |
| ----- | ---------------------------------------------------------- | ------------------------------------- | ------------------------------ | --- | ------------------- | ------------ |
| 1     | Administration Building                                    | weitere Bilder                        | 27. Feb. 1980 ID-Nr. 80003384  | am Campus der Eastern Oregon University 45° 19′ 17,4″ N, 118° 5′ 25,3″ W | La Grande           |              |
| 2     | John Anthony House                                         | John Anthony House                    | 22. Sep. 1988 ID-Nr. 88001530  | 1606 6th Street 45° 19′ 33,4″ N, 118° 5′ 41,1″ W | La Grande           |              |
| 3     | Anthony–Buckley House                                      | Anthony–Buckley House                 | 28. Feb. 1985 ID-Nr. 85000372  | 1602 6th Street 45° 19′ 32,6″ N, 118° 5′ 38,4″ W | La Grande           |              |
| 4     | Ascension Episcopal Church and Rectory                     | weitere Bilder                        | 3. Dez. 1974 ID-Nr. 74001718   | Church Street 45° 17′ 52,4″ N, 117° 48′ 47,2″ W | Cove                |              |
| 5     | Dry Creek School                                           | Dry Creek School                      | 31. Aug. 2000 ID-Nr. 00001019  | 69281 Summerville Road 45° 31′ 16,7″ N, 118° 1′ 33,6″ W | Summerville, Vorort |              |
| 6     | Abel E. Eaton House                                        | weitere Bilder                        | 2. Nov. 1977 ID-Nr. 77001115   | 464 N. Main Street 45° 12′ 42,2″ N, 117° 51′ 57″ W | Union               |              |
| 7     | Elgin City Hall and Opera House                            | weitere Bilder                        | 10. Okt. 1980 ID-Nr. 80003383  | 100 N. 8th Street 45° 33′ 55,8″ N, 117° 55′ 2,3″ W | Elgin               |              |
| 8     | Foley Building                                             | Foley Building                        | 2. Dez. 1985 ID-Nr. 85003080   | 206 Chestnut Street 45° 19′ 46,7″ N, 118° 5′ 43,7″ W | La Grande           |              |
| 9     | Hot Lake Resort                                            | weitere Bilder                        | 15. März 1979 ID-Nr. 79002148  | 66172 Oregon Route 203 45° 14′ 35,3″ N, 117° 57′ 27,7″ W | La Grande, Vorort   |              |
| 10    | A. B. Hudelson and Son Building                            | A. B. Hudelson and Son Building       | 28. Okt. 1999 ID-Nr. 99001286  | 200 E Street 45° 1′ 38,7″ N, 117° 55′ 7,7″ W | North Powder        |              |
| 11    | La Grande Commercial Historic District                     | weitere Bilder                        | 3. Sep. 2001 ID-Nr. 01000933   | zwischen der Eisenbahnstrecke der Union Pacific Railroad, entlang der Jefferson Street, Greenwood und Cove Streets, Washington Street und der 4th Street 45° 19′ 40,6″ N, 118° 5′ 36,2″ W | La Grande           |              |
| 12    | La Grande Neighborhood Club                                | La Grande Neighborhood Club           | 15. Juli 1988 ID-Nr. 88001042  | 1108 N Avenue 45° 19′ 25,7″ N, 118° 5′ 43,4″ W | La Grande           |              |
| 13    | Liberty Theater                                            | Liberty Theater                       | 5. Aug. 1999 ID-Nr. 99000948   | 1008–1010 Adams Avenue 45° 19′ 44,8″ N, 118° 5′ 44,8″ W | La Grande           |              |
| 14    | Oregon Trail: Streckenabschnitt von La Grande nach Hilgard | weitere Bilder                        | 28. Juni 2021 ID-Nr. 100006679 | südlich vom Interstate 84, zwischen La Grande und Hilgard | La Grande           |              |
| 15    | Roesch Building                                            | Roesch Building                       | 3. Juni 1996 ID-Nr. 96000623   | 101–111 Fir Street 45° 19′ 36,3″ N, 118° 5′ 34,3″ W | La Grande           |              |
| 16    | Slater Building                                            | Slater Building                       | 11. Aug. 1983 ID-Nr. 83002179  | 214–224 Fir Street 45° 19′ 40,6″ N, 118° 5′ 31″ W | La Grande           |              |
| 17    | August J. Stange House                                     | August J. Stange House                | 27. Sep. 1996 ID-Nr. 96001048  | 1612 Walnut Street 45° 19′ 33″ N, 118° 6′ 14,8″ W | La Grande           |              |
| 18    | W. J. Townley House                                        | W. J. Townley House                   | 6. Nov. 1980 ID-Nr. 80003386   | 782 N. 5th Street 45° 12′ 50,3″ N, 117° 52′ 14,2″ W | Union               |              |
| 19    | U.S. Post Office and Federal Building                      | U.S. Post Office and Federal Building | 25. Jan. 1979 ID-Nr. 79002149  | 1000 Adams Avenue 45° 19′ 45,7″ N, 118° 5′ 45,9″ W | La Grande           |              |
| 20    | Union Main Street Historic District                        | weitere Bilder                        | 20. Aug. 1997 ID-Nr. 97000907  | entlang der Main Street, zwischen der Birch und Fulton Street 45° 12′ 33,2″ N, 117° 51′ 55,7″ W                                                                                           | Union               |              |